# 누라게 문명

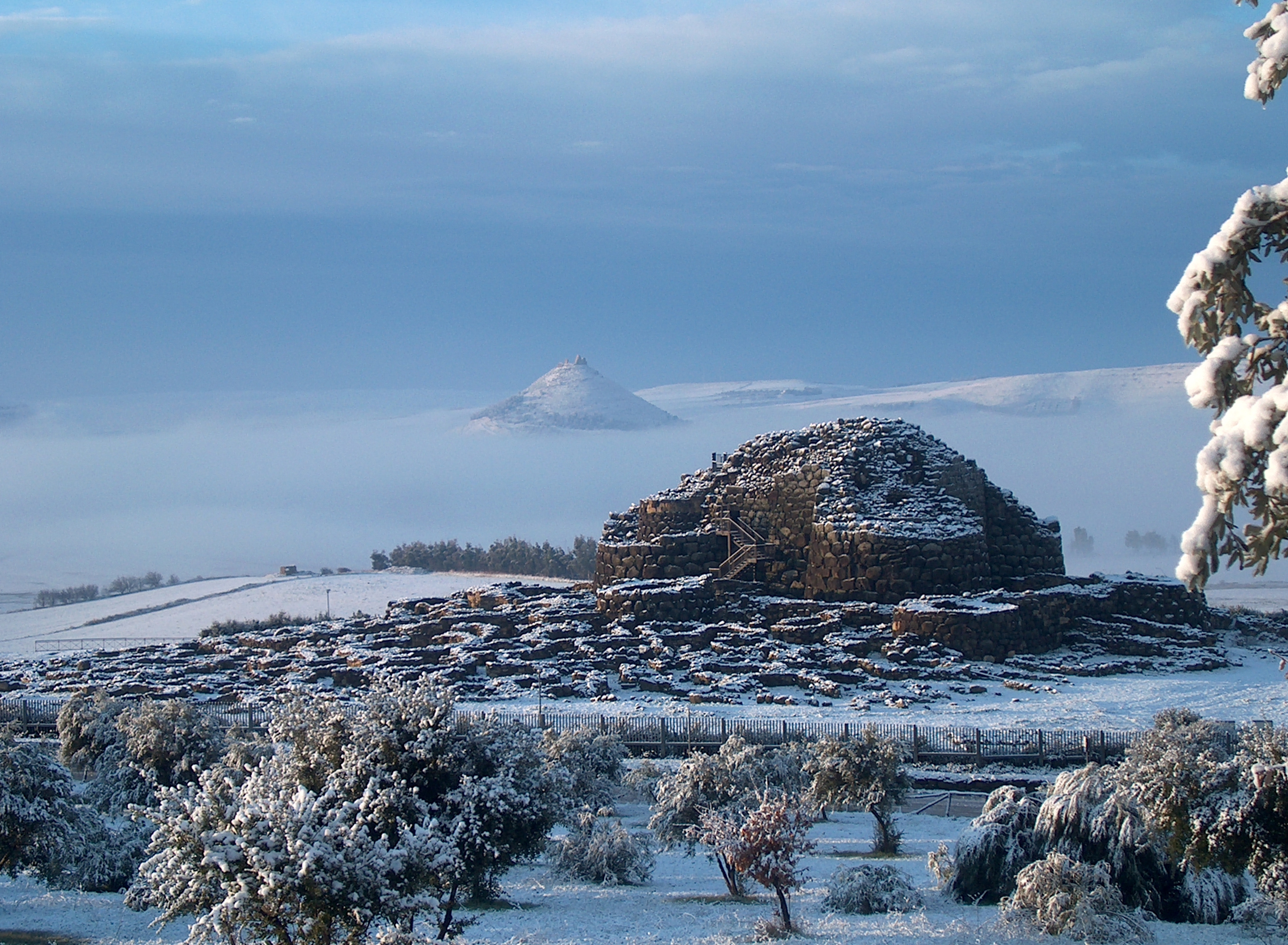
Barumini 의 Su Nuraxi, 1997 이후 유네스코 세계 문화 유산 목록에 포함

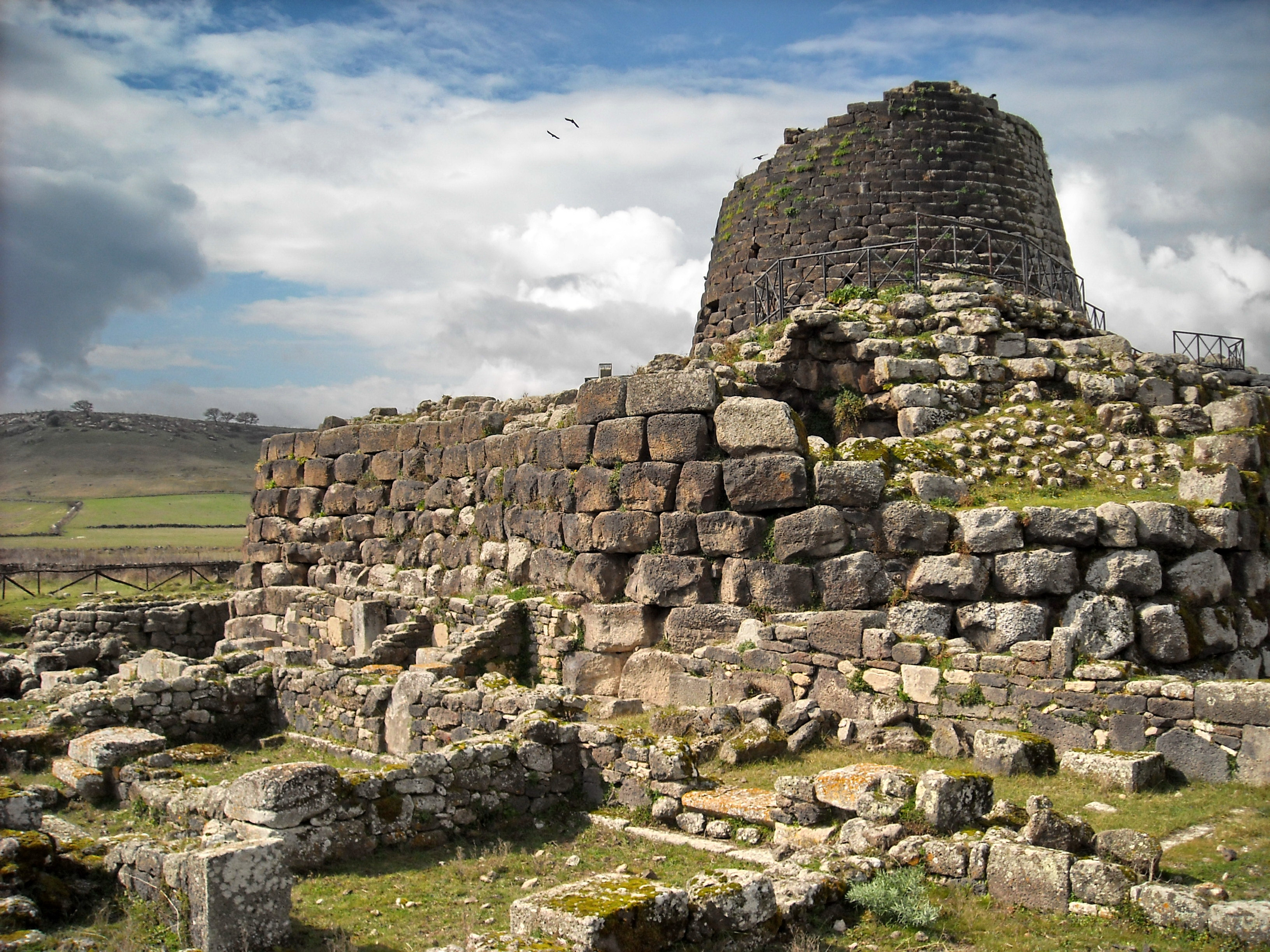
토랄바의 누라게 산투 안틴

누라게 문명은 기원전 18세기부터 (또는 기원전 23세기부터) 지속 된 지중해 에서 두 번째로 큰 섬인 사르데냐(이탈리아)의 문명이었다.
이름은 가장 특징적인 기념물인 누라게( nuraghe )에서 파생된 것으로, 약 기원전 1800년부터 시작하여 고대 사르데냐 인들이 대규모로 건설한 타워 요새 유형의 건축물이다.
누라기 문명의 마지막 단계에 속하는 몇 가지 가능한 짧은 비문 문서를 제외하고 문명에 대한 기록된 기록은 발견되지 않았다. 거기에 기록된 유일한 정보는 그리스와 로마의 고전 문학에서 온 것이며, 역사적이라기보다 신화에 가깝다고 여겨질 수 있다.

## 같이 보기
- 이탈리아의 선사 시대

1. ↑  Monoja, M.; Cossu, C.; Migaleddu, M. (2012). 《Parole di segni, L'alba della scrittura in Sardegna》. Sardegna Archeologica, Guide e Itinerari. Sassari: Carlo Delfino Editore.
2. ↑  Ugas, Giovanni (2013). 〈I segni numerali e di scrittura in Sardegna tra l'Età del Bronzo e il i Ferro〉.   Mastino, Attilio; Spanu, Pier Giorgio; Zucca, Raimondo. 《Tharros Felix》 5. Roma: Carocci. 295–377쪽.
3. ↑  Perra, M. (1993). 《La Sardegna nelle fonti classiche》. Oristano: S'Alvure editrice.